# Kurt Eberhard Goellner
Kurt Eberhard Goellner (* 24. November 1880 in Hannover; † 18. März 1955 in Dresden) war ein deutscher Maler und Bildhauer.

## Leben
Kurt Eberhard Goellner wurde 1880 in Hannover geboren. Von 1909 bis 1914 absolvierte er ein Studium an der Dresdner Kunstakademie, erst Malerei bei Carl Bantzer und später Bildhauerei. Ab 1919 hatte er ein eigenes Atelier in Dresden und war freischaffend tätig. Seine Werke zeigten verträumte Figuren der Antike, geprägt vom Jugendstil. Aus gesundheitlichen Gründen infolge einer Rückenverletzung im Ersten Weltkrieg musste er die Bildhauerei später aufgeben und konzentrierte sich auf die Malerei. Durch Pachtung der Pillnitzer Elbinsel entstanden viele Insellandschaften und er wurde liebevoll Inselmaler genannt. Er lebte in Söbrigen bei Dresden und wurde auf dem Hosterwitzer Friedhof beigesetzt.

## Werke, Auswahl
- 1915: Brunnenfigur, Muschelkalk, Skulpturensammlung Dresden, Inventarnummer ZV 2678[3]
- 1897: Mohrenkopf, Kunststein mit Bernsteinaugen, Skulpturensammlung Dresden, Inventarnummer ZV 2129
- um 1900: Mohrenkopf, Bronze, Skulpturensammlung Dresden, Inventarnummer ZV 3704